# パリ国立高等化学学校
パリ国立高等化学学校（フランス語: École nationale supérieure de chimie de Paris、略称: ENSCP）は、フランスの技師学校（技術系グランゼコール）。ParisTech構成校。化学に特化している。

## 沿革
- 1896年 Laboratoire de chimie pratique et industrielle創設
- 1906年 Institut de chimie appliquéeと改名
- 1932年 Institut de Chimie de Parisと改名
- 1948年 パリ国立高等化学学校（École nationale supérieure de chimie de Paris）と改名

## 著名な出身者
- ウジェーヌ・シュエレール（フランス語版） - ロレアル創業者
- ジャック・ベルジェ（フランス語版）
- アンリ・カガン